# Samwise Didier
Sam Didier, detto Samwise (1971), è un artista statunitense.
Direttore artistico di Blizzard Entertainment, è uno dei principali creatori degli artwork per le serie di videogiochi Warcraft, Starcraft e Diablo. Attualmente è il capo direttore artistico di Starcraft II.
Didier è il creatore dei pandaren, una razza dell'universo di Warcraft nata come pesce d'aprile. L'icona dei pandaren accompagna spesso i progetti dell'artista.

## Cover art
Didier è inoltre il creatore delle seguenti copertine degli album della band Hammerfall.
- 2002 - Hearts on Fire (EP)
- 2002 - Crimson Thunder
- 2003 - One Crimson Night (Live album & DVD)
- 2005 - Blood Bound (EP)
- 2005 - Chapter V: Unbent, Unbowed, Unbroken
- 2006 - Natural High (EP)
- 2006 - Threshold
- 2009 - No Sacrifice, No Victory

## Curiosità
Il volto di Didier si può trovare in due videogiochi della Blizzard Entertainment: in World of Warcraft è usata come icona nelle abilità che non hanno un'immagine associata ad esse (ad esempio le abilità degli NPC), mentre in Warcraft III può essere trovata nell'apposito map editor.
Samwise è il cantante della metal band conosciuta come Level 80 Elite Tauren Chieftain, band composta esclusivamente da impiegati Blizzard, compreso il presidente Michael Morhaime.